# Grandia: Digital Museum
Grandia: Digital Museum (jap. グランディア ～デジタルミュージアム～, Gurandia: Dejitaru Myuziamu) ist ein Rollenspiel, das von Game Arts für die Sega Saturn produziert wurde, und ein Spin-off zu Grandia, der gleichnamigen Serie, ist.

## Handlung
Die Geschichte handelt nach den Ereignissen von Grandia. Hierbei werden die Hauptcharaktere Justin, Feena und Sue in den Vordergrund gestellt, indem sie in ein großes Museum, welches von der hohen Priesterin Liete kreiert wurde, transportiert werden. Das Museum hat sie kreiert, um den Erfolg des Abenteuers vom ersten Spiel zu ehren. Als die meisten Ausstellungsstücke jedoch verloren gehen, verwendet Liete ihre Magie, um die drei in vier verschiedene Dungeons zu transportieren. Dies hat den Zweck, die verlorenen Ausstellungsstücke ihrer Reise zu finden, diese wiederherzustellen und an den richtigen Ort zu bringen. Während man diese Geschichte spielt, erhält man Bonusmaterial und öffnet somit das Museum. Das Museum selbst enthält Musikdateien, Artworks und Videosequenzen, die sich auf Grandia beziehen. Des Weiteren gibt es kleinere Spiele.

## Gameplay
Im Museum finden sich, nach dem Durchspielen, folgende Ausstellungsstücke:
- Artworks und Storyboards: Mehrere Teile von seltenen Artworks und Storyboards, jedes Teilt beinhaltet eine kleine Kollektion, die man sich im Museum anschauen kann.

- Charakter-Porträts: Bilder der Charaktere, die auftauchen, wenn der jeweilige Charakter spricht.

- Ton Theater: eine Kollektion von Tönen und des Hörspiels, auf Grandia bezogen

- Grandia-1-Speicherdatei: Erlaubt dem Spieler eine Speicherdatei zu Grandia 1 herunterzuladen.

- Arcade: eine Spielhalle mit mehreren kleinen Spielen wie zum Beispiel Baseball, Bogenschießen, Wettessen und ein Text basierendes Spiel

## Rezeption
Das Spiel landete auf #5 der wöchentlichen Charts in Japan und verkaufte sich im ersten Monat 32.226-mal.